# Mirador Volleyball 2010
Questa voce raccoglie le informazioni riguardanti il Mirador Volleyball nella stagione 2010.

## Stagione
Il Mirador Volleyball partecipa al campionato mondiale per club 2010 come rappresentante della NORCECA, terminando il torneo al quarto posto.

## Organigramma societario
Area direttiva
- Presidente: Ricardo Arias

Area tecnica
- Allenatore: Marcos Kwiek
- Assistente allenatore: Wagner Pacheco

Area medica
- Medico: Raul Medina
- Fisioterapista: Ruben Andisin

## Rosa
| N° | Nome                | Ruolo | Data di nascita  | Nazionalità sportiva |
| -- | ------------------- | ----- | ---------------- | -------------------- |
| 1  | Annerys Vargas      | C     | 7 agosto 1981    | Rep. Dominicana      |
| 4  | Yeniffer Ramírez    | P     | 17 marzo 1993    | Rep. Dominicana      |
| 5  | Brenda Castillo     | L     | 5 giugno 1992    | Rep. Dominicana      |
| 6  | Carmen Casó         | L     | 29 novembre 1981 | Rep. Dominicana      |
| 7  | Niverka Marte       | P     | 19 ottobre 1990  | Rep. Dominicana      |
| 8  | Cándida Arias       | C     | 11 marzo 1992    | Rep. Dominicana      |
| 10 | Milagros Cabral     | S     | 17 ottobre 1977  | Rep. Dominicana      |
| 12 | Karla Echenique     | P     | 16 maggio 1986   | Rep. Dominicana      |
| 13 | Cindy Rondón        | C     | 12 novembre 1988 | Rep. Dominicana      |
| 16 | Marisol Concepción  | S     | 10 novembre 1991 | Rep. Dominicana      |
| 18 | Bethania de la Cruz | S     | 13 maggio 1987   | Rep. Dominicana      |
| 19 | Ana Binet           | S     | 9 febbraio 1992  | Rep. Dominicana      |

## Statistiche

### Statistiche di squadra
| Competizione        | Punti | In casa | In casa | In casa | In trasferta | In trasferta | In trasferta | Totale | Totale | Totale |
| Competizione        | Punti | G       | V       | P       | G            | V            | P            | G      | V      | P      |
| ------------------- | ----- | ------- | ------- | ------- | ------------ | ------------ | ------------ | ------ | ------ | ------ |
| Campionato mondiale | 3     | -       | -       | -       | -            | -            | -            | 4      | 1      | 3      |
| Totale              | -     | -       | -       | -       | -            | -            | -            | 4      | 1      | 3      |

G = partite giocate; V = partite vinte; P = partite perse